# Острава (аэропорт)
Международный аэропорт Острава имени Леоша Яначека (чеш. Letiště Leoše Janáčka Ostrava) — аэропорт чешского города Острава. Назван в честь чешского композитора Леоша Яначека. Аэропорт принадлежит Моравскосилезскому краю и находится в управлении компании Letiště Ostrava, a. s. Аэропорт способен принимать самолёты различного типа, включая Airbus 380.

## Пункты назначения и перевозчики
На март 2014 года регулярные авиарейсы совершают следующие авиакомпании:
- Smart Wings: Париж
- LOT: Варшава
- Ryanair: Лондон.

Smart Wings также выполняет ряд летних рейсов по курортным направлениям (1-3 рейса в неделю с мая по октябрь).

## Деятельность
Пассажирооборот по годам:
| Год                  | 2004 | 2005  | 2006  | 2007  | 2008 | 2009  | 2010 | 2011 | 2012 | 2013  | 2014 | 2015 | 2016  | 2017 | 2018 | 2019 | 2020 | 2021 | 2022 | 2023 |
| -------------------- | ---- | ----- | ----- | ----- | ---- | ----- | ---- | ---- | ---- | ----- | ---- | ---- | ----- | ---- | ---- | ---- | ---- | ---- | ---- | ---- |
| Пассажиров, тыс чел. | 216  | 266   | 301   | 332   | 354  | 307   | 280  | 274  | 288  | 259   | 298  | 309  | 258   | 324  | 378  | 323  | 38   | 138  | 286  | 343  |
| Изменение, %         | ▬    | ▲22,9 | ▲13,1 | ▲10,4 | ▲6,4 | ▼13.1 | ▼8,8 | ▼2,3 | ▲5,4 | ▼10,1 | ▲15  | ▲3,7 | ▼16,5 | ▲26  | ▲17  | ▼15  | ▼88  | ▲263 | ▲107 | ▲20  |